# Едуард Баєр
Едуард Баєр (нім. Eduard Bayer; 7 березня 1878 — ?) — австро-угорський, австрійський і німецький військовий медик, доктор медицини, генерал-майор медичної служби австрійської армії (25 червня 1935) і вермахту.

## Нагороди
- Ювілейна пам'ятна медаль 1898
- Ювілейний хрест
- Пам'ятний хрест 1912/13
- Срібна і бронзова медаль «За військові заслуги» (Австро-Угорщина) з мечами
- Почесний знак Австрійського Червоного Хреста 2-го класу з військовою відзнакою
- Орден Франца Йосифа, лицарський хрест з військовою відзнакою
- Військовий Хрест Карла
- Пам'ятна військова медаль (Австрія) з мечами
- Хрест «За вислугу років» (Австрія) 2-го класу для офіцерів (25 років)
- Почесний хрест ветерана війни з мечами